# 桜口町
桜口町（さくらぐちちょう）は兵庫県神戸市灘区の町名の一つで、1932年9月に八幡字桜口から町名となった。
東は高羽川を挟み徳井町、南は国道2号を挟み友田町、西は琵琶町、北は備後町。東から順に一～五丁目が存在する。
旧小字名桜口については、『神戸の町名 改訂版』では旧西国街道に桜並木があってその入り口であるとしている。一方、『灘区の地名』では「旧西国街道本路の北にちょっとした森があり桜の木があったのではないかという」としてその入り口もしくは桜並木のある八幡村の入り口かと推測している。
令和2年国勢調査（2020年10月1日）における世帯数1,296、人口2,540、うち男性1,152人、女性1,388人。郵便番号：657-0036。